# 병마산성
병마산성은 충청북도 청주시 흥덕구에 있다. 2015년 4월 17일 청주시의 향토유적 제20호로 지정되었다.

## 개요
백제가 청주지역 서쪽을 지키기 위해 쌓은 산성이다.